# Tambaga (Mali)
Pour les articles homonymes, voir Tambaga.
Tambaga est une localité et une commune rurale malienne de l'arrondissement de Kokofata dans le Cercle de Sagabari et la région de Kita.

## Villages
La commune s'étend sur 9 localités relevées lors du recensement général de 2009. 
Les villages les plus peuplés sont :
- Tambaga (2 668 habitants) ;
- Djignagué (1 740 habitants) ;
- Katabantankoto (1 630 habitants).

La loi 2023-007 attribue à la commune rurale 10 villages  :
- Tambaga
- Katakoto
- Katabantakoto
- Guiniagué
- Koulougou
- Faramassonia
- Kourounouna
- Kobaronto
- Sékokoto
- Kantila